# Potyond
Potyond è un comune di 97 abitanti situato nella contea di Győr-Moson-Sopron, nell'Ungheria nordoccidentale.